# Великополье (Николаевская область)
Великополье (укр. Великопілля) — село в Снигирёвском районе Николаевской области Украины.
Основано в 1931 году в качестве еврейской земледельческой колонии.
Население по переписи 2001 года составляло 201 человек. Почтовый индекс — 57356. Телефонный код — 5162.

## История
В 1946 году указом ПВС УССР хутор № 12 переименован в Великополье.

## Местный совет
57357, Николаевская обл., Снигирёвский р-н, с. Гороховское, ул. Почтовая, 8